# Rhagodoca picta
Rhagodoca picta es una especie de arácnido  del orden Solifugae de la familia Rhagodidae.

## Distribución geográfica
Se distribuye por Somalia.